# Luganville
Luganville er den næststørste by i Vanuatu med en befolkning på 18.062 i 2020. Den ligger på øen Espiritu Santo og er hovedstad i Sanma-provinsen.